# Чантуришвили, Вахтанг
Вахта́нг Чантуришви́ли (груз. ჭანტურიშვილი ვახტანგ; род. 5 августа 1993, Озургети) — грузинский футболист, полузащитник чешского клуба «Яблонец».

## Клубная карьера
Чантуришвили начал свою карьеру в тбилисском клубе «Норчи Динамоэли», в составе которого выступал в сезоне 2011/2012 в первой лиге. В 2012 году он перешёл в «Зестафони», где провёл два с половиной года. В январе 2015 года Чантуришвили перешёл в тбилисское «Динамо». В составе этого клуба он стал чемпионом Грузии, обладателем суперкубка и двух кубков страны.
В марте 2017 года Чантуришвили заключил контракт с украинским клубом «Александрия».
В июне 2017 стал игроком словацкого клуба «Спартак» (Трнава).

## Национальная сборная
27 мая 2016 года Чантуришвили дебютировал в составе национальной сборной Грузии в товарищеском матче с командой Словакии.